# Fédération malienne de volley-ball
La Fédération malienne de volley-ball est une association d’intérêt public créée en 1967 afin de vulgariser la pratique du volley-ball au Mali. Elle est affiliée à la Confédération Africaine de Volleyball et à la Fédération internationale de volley-ball.
Bakary Camara, un haut placé a été réélu président de la Fédération malienne de volley-ball lors du 6e conseil les 15 et 16 avril 2006.